# Wilmar Dallanhol
Wilmar Dallanhol (Videira, 16 de outubro de 1940) é um advogado e político brasileiro.

## Vida
Filho de Ernesto Dallanhol e de Josefina Girardi Dallanhol, bacharelou-se em direito pela Universidade Federal de Santa Catarina, em 1963.

## Carreira
Foi deputado à Câmara dos Deputados na 44ª legislatura (1971 — 1975) e na 45ª legislatura (1975 — 1979), eleito pela Aliança Renovadora Nacional (ARENA).
Conselheiro do Tribunal de Contas do Estado de Santa Catarina, sendo presidente entre 1982 e 1983. 
Atuou como diretor financeiro da Celesc e foi presidente da extinta Eletrosul.